# Whistle (플로 라이다의 노래)
Whistle은 미국의 힙합 가수 플로 라이더의 노래이다. 앨범 Wild Ones에 수록되어 있으며, 빌보드 핫 100 차트에서 1위를 차지한 경험이 있는 곡이다. 전주 부분의 휘파람이 인상적이며, 감미로우면서도 중독성 있는 비트가 특징이다.

## 곡 목록
- Digital download[1]

1. "Whistle" – 3:45

- CD single

1. "Whistle" – 3:48
2. "Wild Ones" (Alex Guesta remix) – 6:59